# Рай (Тернопольская область)
Рай (укр. Рай) — село в Бережанской городской общине Тернопольского района Тернопольской области Украины.
До 2020 года подчинялось Бережанскому городскому совету, до 2015 года входившему в Бережанский район.
Код КОАТУУ — 6120410102. Население по переписи 2001 года составляло 757 человек.

## Географическое положение
Село Рай находится на расстоянии в 2 км от реки Золотая Липа,
примыкает к городу Бережаны.
К микрорайон примыкает лесной массив.

## История
- 1540 год — дата основания.

## Объекты социальной сферы
- Школа I ст.